# هلمز رولستون
هلمز رولستون سوم (به انگلیسی: Holmes Rolston III)، (زاده ۱۹ نوامبر ۱۹۳۲) فیلسوفی است که استاد ممتاز فلسفه در دانشگاه ایالتی کلرادو است. او به‌خاطر مشارکت‌هایش در اخلاق زیست‌محیطی و رابطه بین علم و دین شناخته شده‌است. از جمله افتخارات رولستون دریافت جایزه تمپلتون در سال ۲۰۰۳ است که توسط شاهزاده فیلیپ در کاخ باکینگهام به او اعطا شد. او سخنرانی‌های گیفورد، دانشگاه ادینبرو (۱۹۹۷–۱۹۹۸) را ایراد کرد. او همچنین در شورای مشورتی هوش فرازمینی پیام‌رسانی (METI) خدمت می‌کند.
مدل داروینی برای تعریف مفاهیم موضوعی اصلی در فلسفه رولستون، در روند کلی تفکر او استفاده می‌شود.

## زندگی
پدربزرگ هلمز رولستون و پدرش هولمز رولستون جونیور (که از جونیور استفاده نمی‌کرد) کشیش‌های پرسبیترینیسم بودند. رولستون سوم در ۱ ژوئن ۱۹۵۶ با جین ایروینگ ویلسون ازدواج کرد که از او یک دختر و پسر دارد. او دارای مدرک لیسانس فیزیک و ریاضیات از کالج دیویدسن وابسته به پروتستان (۱۹۵۳) و مدرک لیسانس الهیات از حوزه علمیه اتحادیه پرسبیتریان (۱۹۵۶) است. او همچنین در سال ۱۹۵۶ به سمت کشیشی کلیسای پروتستان (ایالات متحده آمریکا) منصوب شد. او در سال ۱۹۵۸ از دانشگاه ادینبرو مدرک دکتری گرفت. او در سال ۱۹۶۸ مدرک کارشناسی ارشد خود را در فلسفه علم از دانشگاه پیتسبرگ دریافت کرد و در همان سال کار خود را به‌عنوان استادیار فلسفه در دانشگاه ایالتی کلرادو آغاز کرد و در سال ۱۹۷۶ به استادی کامل رسید. او در سال ۱۹۹۲ به مقام استادی ممتاز دانشگاه رسید. او سخنرانی‌های گیفورد، دانشگاه ادینبرو (۱۹۹۸–۱۹۹۹) را ایراد کرد. او در سال ۲۰۰۳ برنده جایزه تمپلتون شد. او با دریافت دعوت‌نامه، در هر هفت قاره سخنرانی کرده‌است.
هولمز رولستون (۱۹۰۰–۱۹۷۷)، پدر هولمز رولستون سوم، سردبیر هیئت آموزش مسیحی کلیسای پروتستان، در ایالات متحده، ریچموند، ویرجینیا بین سال‌های ۱۹۴۹ تا ۱۹۶۹، و نویسنده برنامه‌های درسی در آموزش مسیحی بود.

## دیدگاه‌ها در مورد حقوق
رولستون می‌پذیرد که انسان‌ها حقوق دارند، اما از ایده حقوق حیوانات و گسترش حقوق به گیاهان انتقاد کرده‌است، زیرا در طبیعت هیچ حقوقی وجود ندارد. رولستون استدلال کرده‌است که رویکرد حقوقی به زندگی حساس برای اکوسیستم‌ها مناسب نیست و وقتی یک عامل اخلاقی با رنج در یک اکوسیستم مواجه می‌شود، وظیفه‌ای برای مداخله وجود ندارد. در سال ۱۹۹۱، رولستون بیان کرد:
هنگامی که ما سعی می‌کنیم از حقوق گسترده فرهنگی و ابزارهای مبتنی بر روان‌شناختی برای محافظت از گیاهان یا حتی جانوران طبیعی، برای محافظت از گونه‌ها یا اکوسیستم‌های در حال انقراض استفاده کنیم، فقط می‌توانیم توقف کنیم. در واقع، ما در تلاش برای محافظت از شاخ‌های بزرگ گم می‌شویم، زیرا در طبیعت، جانوران وحشی به حقوق و مزایای گوسفندی که می‌کشند احترام نمی‌گذارند، و در فرهنگ، انسان‌ها گوسفند را می‌کشند و مرتباً آن‌ها را می‌خورند، درحالی‌که انسان‌ها کاملاً حق دارند که این کار را نکنند. یا توسط انسان یا گربه خورده شود. هیچ حقوقی در طبیعت وجود ندارد و طبیعت نسبت به حیوانات خاص بی‌تفاوت است.
رولستون همچنین استدلال کرده‌است که «اخلاق زیست‌محیطی شکار را در طبیعت وحشی می‌پذیرد»، رولستون می‌گوید که شکار درندگان باید مورد احترام قرار گیرد زیرا برای اکوسیستم بزرگ‌تر و فرآیندهای تکاملی اهمیت زیادی دارد. برای مثال، شکارچیان افراد ضعیف را از جمعیت موجودات شکاری حذف می‌کنند که به یکپارچگی کلی آن گونه‌ها کمک می‌کند و از بین بردن موجودات نامناسب توسط شکارچیان برای فرایند تکاملی انتخاب طبیعی حیاتی است، که رولستون معتقد است گرایش‌ها به سمت اشکال زندگی پیچیده‌تر و متنوع‌تر است. رولستون بیان کرده‌است که شکار بخشی جدایی‌ناپذیر از طبیعت است که «شکوفایی گونه‌ها را به همراه دارد» و به برخی از مهم‌ترین دستاوردهای تاریخ طبیعی کمک کرده‌است و بدون شکار، زندگی روی زمین به‌شدت سخت می‌شود.
رولستون استدلال کرده‌است که وقتی انسان‌ها با طبیعت وحشی روبه‌رو می‌شوند، هیچ وظیفه یا تعهدی برای کاهش درد و رنج حیوانات وحشی ندارند و از آن‌جایی که حیوانات در طبیعت هیچ ادعایی برای زندگی خوشایند و عاری از درد ندارند، پس انسان‌ها وظیفه اخلاقی ندارند که به آن‌ها کمک کنند. یکی رولستون می‌گوید که این موضوع در مورد حیوانات اهلی نیز صدق می‌کند، زیرا اگرچه آن‌ها تحت مراقبت انسان‌ها قرار گرفته‌اند، اما منشأ آن‌ها از طبیعت وحشی است، بنابراین معیار مقایسه برای ارزیابی رفتار با آن‌ها نباید از انسان باشد، بلکه باید از سایر حیوانات باشد. از نظر رولستون، حیوانات اهلی مانند حیوانات وحشی «هیچ حق یا ادعایی ندارند که رفتاری مهربان‌تر از طبیعت غیرانسانی از سوی انسان داشته باشند».